# Teboho Mathibeli
Teboho Mathibeli (* 2. Dezember 1970) ist ein ehemaliger lesothischer Boxer.
Er trat bei den Olympischen Sommerspielen 1988 in Seoul an. Im Fliegengewicht schied er, nach einem Freilos in der ersten Runde, in seinem Zweitrundenkampf gegen Mariano González aus.